# 植木公
植木 公（うえき ただし、1923年（大正12年）10月11日 - 2005年（平成17年）7月14日）は、日本の政治家。高田市議会議員（5期）、上越市議会議員（1期）、上越市長（5期）。勲等は勲三等瑞宝章。位階は従四位。

## 経歴
新潟県出身。1948年、中央大学法学部卒。卒業後はブレート工場を経営した。その傍ら、中頸城郡連合青年団長、新潟県細巾織物協同組合理事などを務めた。1955年、高田市議会議員に当選、5期務め、副議長を務めた。1971年、高田市は直江津市と合併して上越市が誕生。上越市議会議員となり、議長に就任した。1973年12月に初代上越市長（旧・高田市長）の小山元一が死去。これに伴う翌1974年2月の市長選挙で当選、5期務めた。市長は1993年まで務め、市長退任後の2005年に死去した。

## 栄典
- 1994年秋の叙勲で勲三等瑞宝章を受章[4]。
- 死没日付をもって叙従四位[5]。